# Parafia św. Józefa w Abu Zabi
Parafia św. Józefa w Abu Zabi – rzymskokatolicka parafia znajdująca się w Abu Zabi, w wikariacie apostolskim Arabii Południowej w Zjednoczonych Emiratach Arabskich. Parafię prowadzą kapucyni. Służy w niej 6 kapłanów. Oprócz rytu rzymskiego msze sprawowane są rycie syromalankarskim.
Jest to parafia katedralna. Liczy ponad 100 000 wiernych, głównie obcokrajowców.
Msze święte odprawiane są głównie w języku angielskim. Ponadto msze sprawuje się przynajmniej raz w tygodniu w arabskim, filipińskim, malajalam, urdu i francuskim oraz rzadziej niż raz na tydzień w tamilskim, konkani, syngaleskim, niemieckim, hiszpańskim, włoskim, koreańskim, polskim i ukraińskim.

## Historia
Pierwszy kościół katolicki w Abu Zabi wybudowano w latach 1963-1965 na działce podarowanej przez szejka Shakhbuta II bin Sultana Al Nahyana. 19 marca 1981 szejk podjął decyzję o przeniesieniu kościoła w inne miejsce. 25 lutego 1983 otwarto nowy kompleks kościelny. W dniu 5 lutego 2019 roku katedrę nawiedził papież Franciszek.